# Berwaldhallen
Berwaldhallen är ett konserthus vid Dag Hammarskjölds väg 3 på Östermalm i Stockholm. Byggnaden inhyser Sveriges Radios konserthus och är hem för Sveriges Radios symfoniorkester och Radiokören. Konserterna i Berwaldhallen sänds i Sveriges Radio. Konserthuschef är Staffan Becker.

## Historik
1966 uppvaktade Sveriges Radio dåvarande kommunikationsminister Olof Palme med önskemål om en egen konsertsal och repetitionslokaler för Sveriges Radios symfoniorkester. Efter ett antal uppvaktningar av flera ministrar fick till slut Byggnadsstyrelsen i uppdrag att genomföra projektet Stora Musikstudion i december 1971. Under förarbetena diskuterades det om studion också borde byggas för att kunna brukas som TV-studio, något som till slut inte blev av.
Byggnaden uppfördes 1976–1979 av byggföretaget Reinhold Fastighets- och Byggnadsab (publ) för Sveriges Radio som hemvist för Sveriges Radios symfoniorkester. Huset ritades av arkitekterna Erik Ahnborg och Sune Lindström vid Vattenbyggnadsbyrån i Stockholm och kostade 58 miljoner kronor att bygga, vilket finansierades med licensmedel. Vid invigningskonserten den 30 november 1979 framfördes Franz Berwalds Sinfonie singulière, Sven-Erik Bäcks beställningsverk Vid havets yttersta gräns och Hector Berlioz Symphonie fantastique. Dirigent var Herbert Blomstedt, som också dirigerade på jubileumskonserten 30 år senare.
Berwaldhallen har flera gånger varit scen för utdelningen av Polarpriset.
Ursprungligen fanns det två namnförslag för hallen. Det andra förslaget var Jenny Lind-hallen.

## Byggnaden
Byggnadens interiör med foajé och trappor ger intressanta effekter, med obehandlat urberg som kontrasterar mot glasade trappräcken, runda pelare och blå heltäckningsmattor. Utvändigt präglas den synliga arkitekturen av stora glasade ytor och stående betongelement. Bland konstnärlig utsmyckning kan nämnas Carl Eldhs porträttskulptur av Franz Berwald i foajén vid entrén.
Cirka två tredjedelar av byggnaden är nedsprängd i berget, vilket gör att byggnaden framträder på ett diskret sätt i intilliggande parklandskap. Platsen för hallen valdes delvis för att hallen inte skulle se så stor ut, och för att via en tunnel kunna anslutas till Radiohuset. 

– Sen vann vi ju en del i uppvärmning genom att huset ligger huvudsakligen under jord. Det är rätt så svalt på sommaren och man håller värmen vintertid, berättade arkitekten Erik Ahnborg.

Konsertsalen har plats för 1 300 åhörare, och scenen har plats för 100 musiker. Konsertsalen är sexkantig.
– Akustiken i Berwaldhallen är bra, men inte idealisk. Den är för hård i mitt tycke, men man hör bra och orkestermedlemmarna hör varandra bra. Det är en avslöjande akustik vilket präglar orkestern till yttersta precision, sade Herbert Blomstedt i samband med hallens 30-årsjubileum 2009.

## Bilder

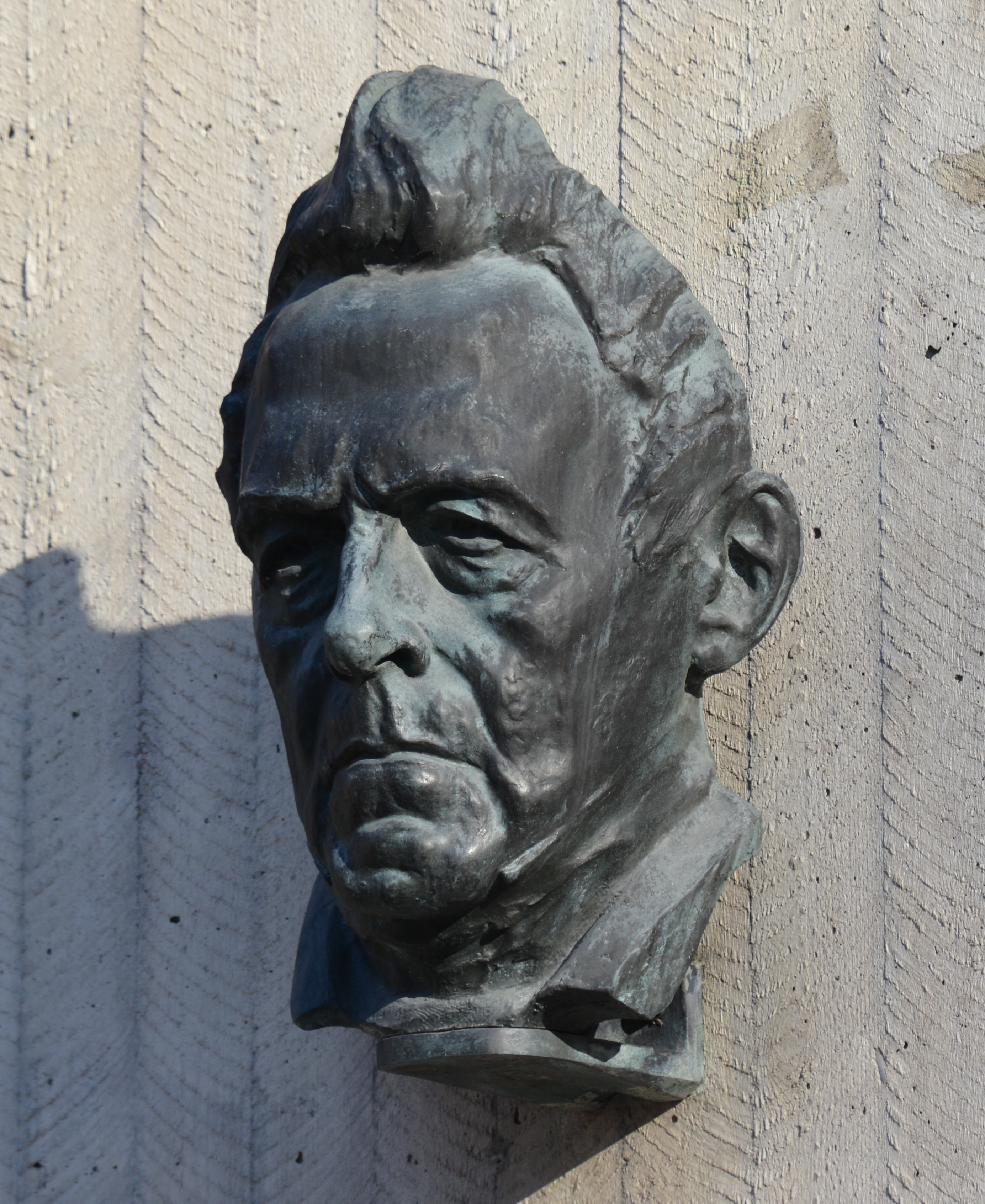
Berwaldbysten – rest 1979
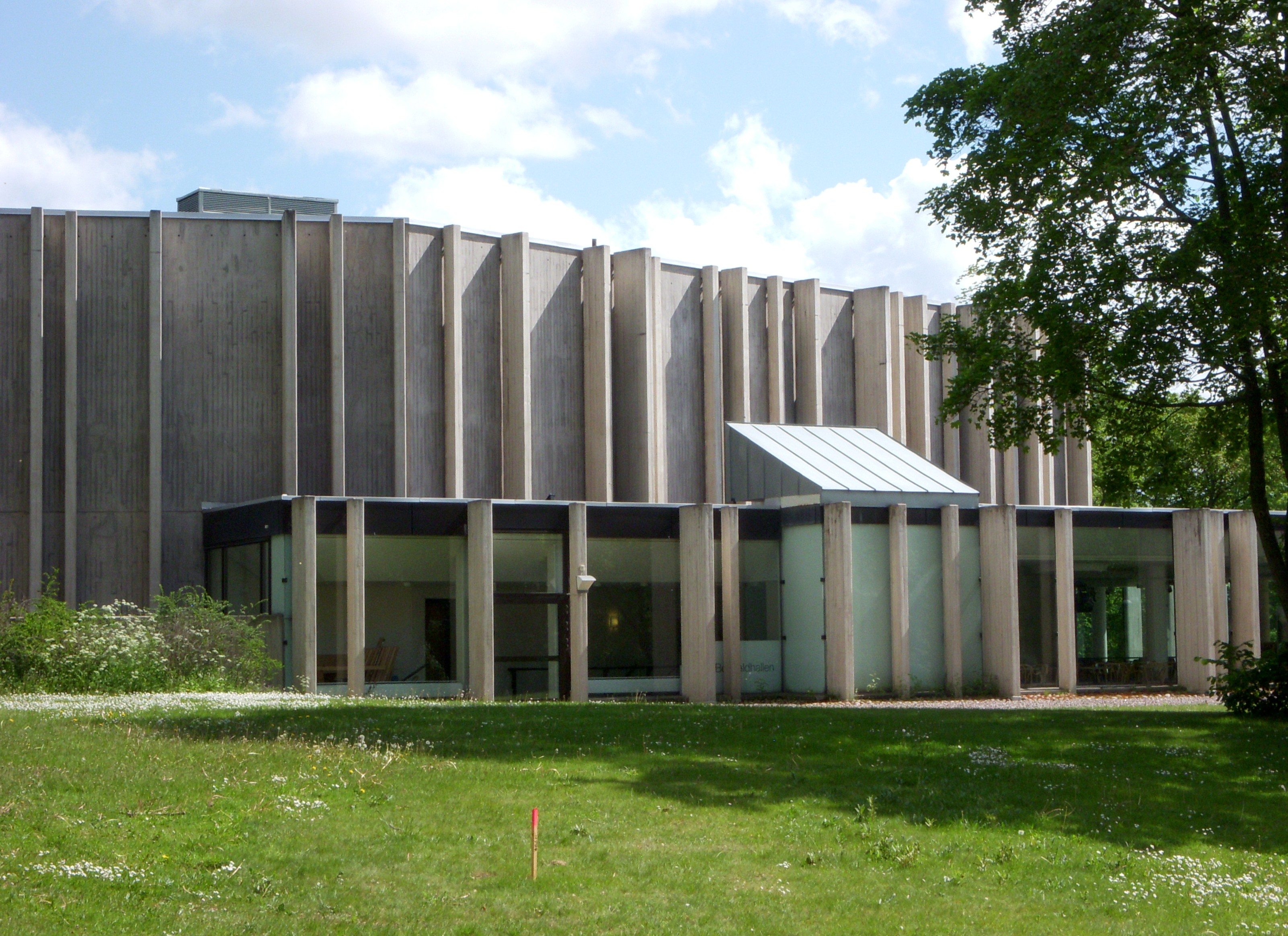
Fasaden mot väst
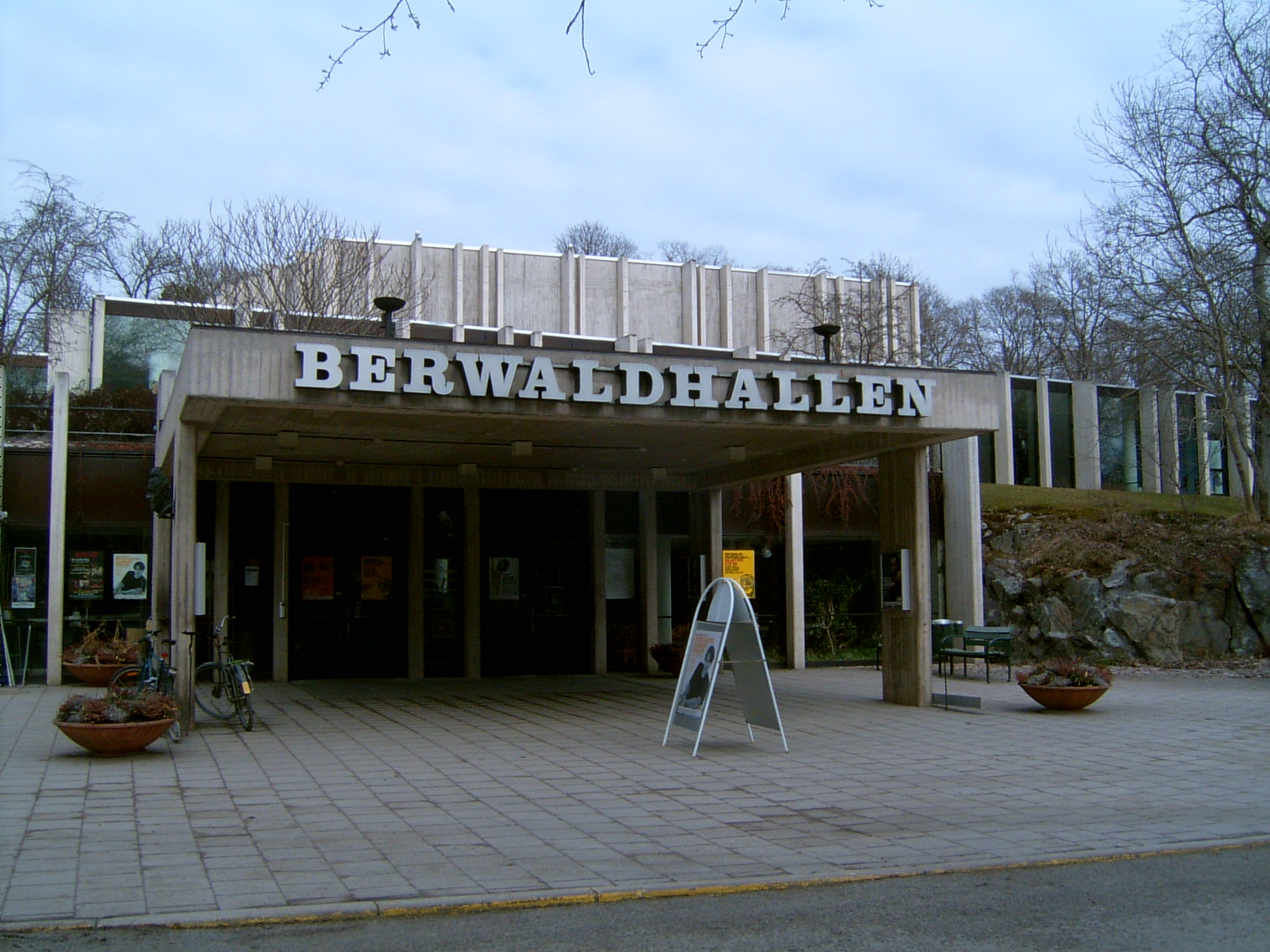
Entrén
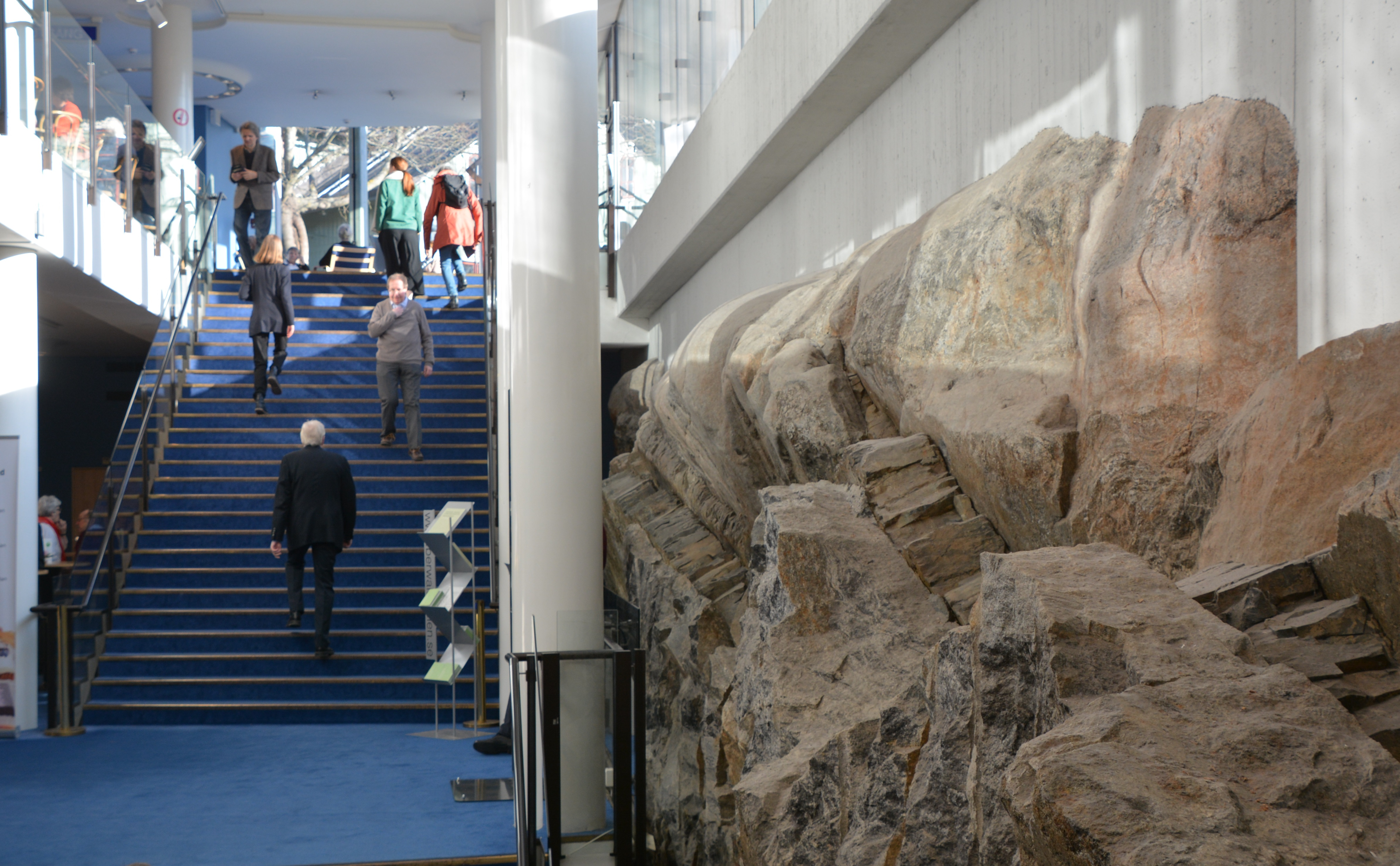
Huvudtrappan i foajén
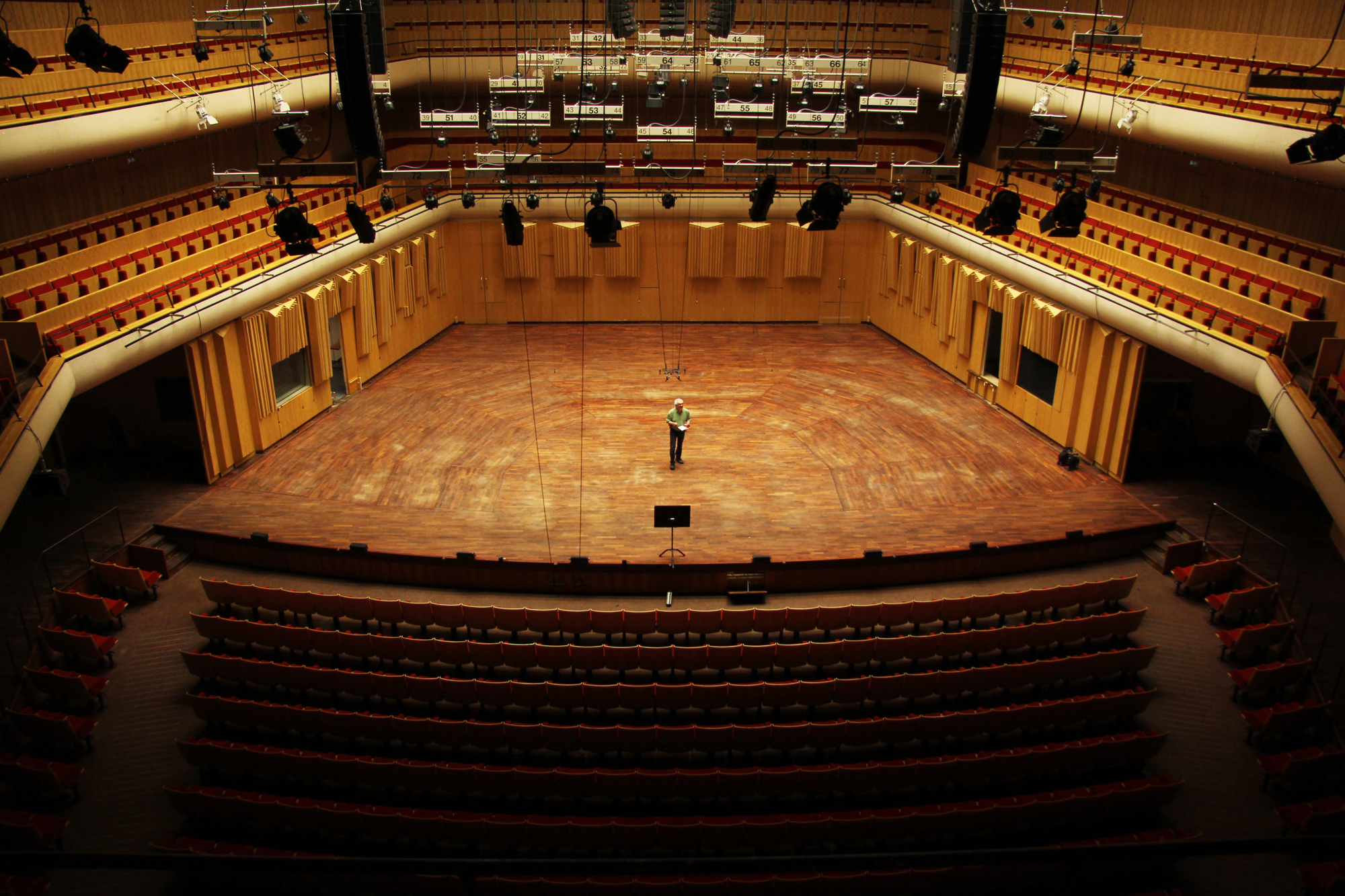
Scen och publikplatser